# Boels Rental Hills Classic 2016
De 13e editie van de wielerwedstrijd Boels Rental Hills Classic werd gehouden op 27 mei 2016. De rensters reden 131,4 kilometer van Boels Rental in Sittard naar de Geulhemmerberg in Berg en Terblijt. De wedstrijd met UCI 1.1-status voerde over vijftien beklimmingen in Zuid-Limburg, met in de finale tweemaal de Cauberg, de Bemelerberg en de finish lag boven op de Geulhemmerberg.
In 2015 won de Britse Elizabeth Armitstead de wedstrijd met dezelfde naam als haar ploeg Boels Dolmans. Deze editie werd wederom door haar gewonnen. Dit was haar vijfde zege als wereldkampioene in 2016. Naast Marianne Vos stond er nog een olympisch kampioene aan de start: Ireen Wüst reed namens NWVG Bathoorn.
Door het hoge tempo bleef de koers lang gesloten van voren. Aan de achterkant echter stond de deur open; veel rensters (van met name de clubteams) moesten lossen uit het peloton. Op de eerste beklimming van de Cauberg ontstond een kopgroep van vijf rensters: wereldkampioene Elizabeth Armitstead, Ellen van Dijk, Marianne Vos, Annemiek van Vleuten en Ashleigh Moolman. Op de laatste keer Cauberg ontsnapten Van Vleuten en Moolman, waarna Armitstead aansloot. In de sprint was de Britse de snelste. Vos en Van Dijk finishten op 20 seconden achterstand. Van de 130 gestarte rensters, behaalden slechts 43 de finish.

## Beklimmingen
Tussen Sittard en Berg en Terblijt reed men over de volgende 15 beklimmingen:
- Adsteeg
- Raarberg
- Daalhemerweg
- Koning van Spanje
- Camerig
- Schweiberg
- Camerig (2)
- Eperheide
- Piemert
- Mheerelindje
- Cauberg
- Geulhemmerberg
- Bemelerberg
- Cauberg (2)
- Geulhemmerberg (2)

## Deelnemende ploegen
| UCI Women's World Tour | UCI Women's World Tour               | Clubteams                    | Clubteams               |
| ---------------------- | ------------------------------------ | ---------------------------- | ----------------------- |
| Boels-Dolmans          | Liv-Plantur                          | Team BMS Birn                | Regioteam Noord-Holland |
| Wiggle High5           | Lotto Soudal Ladies                  | Jan van Arckel               | Regioteam Zuid-Holland  |
| Rabo-Liv               | Parkhotel Valkenburg                 | De Jonge Renner              | WV Breda                |
| Cervélo-Bigla          | Lensworld.eu - Zannata               | Jos Ferron LadyForce         | Team Rytger             |
| Orica-AIS              | Topsport Vlaanderen-Etixx-Guill D'or | Keukens Redant Cycling Team  | OWC Oldenzaal           |
| Hitec Products         | Lares-Waowdeals                      | Maaslandster Nicheliving CCN | Regioploeg Noord        |
|                        |                                      | NWVG Bathoorn Autoschade     |                         |

## Uitslag
| Plaats  | Naam                   | Ploeg                                | Tijd     |
| ------- | ---------------------- | ------------------------------------ | -------- |
| Winnaar | Elizabeth Armitstead   | Boels-Dolmans                        | 3u26'38" |
| 2       | Annemiek van Vleuten   | Orica-AIS                            | z.t.     |
| 3       | Ashleigh Moolman-Pasio | Cervélo-Bigla                        | z.t.     |
| 4       | Marianne Vos           | Rabo-Liv                             | + 20"    |
| 5       | Ellen van Dijk         | Boels-Dolmans                        | z.t.     |
| 6       | Tatiana Guderzo        | Hitec Products                       | + 2'01"  |
| 7       | Alice Maria Arzuffi    | Lensworld.eu - Zannata               | + 2'10"  |
| 8       | Katrin Garfoot         | Orica-AIS                            | + 2'23"  |
| 9       | Emma Johansson         | Wiggle High5                         | z.t.     |
| 10      | Cecilie Uttrup Ludwig  | Team BMS BIRN                        | z.t.     |
| 11      | Thalita de Jong        | Rabo-Liv                             | z.t.     |
| 12      | Lotte Kopecky          | Lotto Soudal Ladies                  | z.t.     |
| 13      | Eva Buurman            | Parkhotel Valkenburg                 | z.t.     |
| 14      | Floortje Mackaij       | Liv-Plantur                          | z.t.     |
| 15      | Lauren Kitchen         | Hitec Products                       | z.t.     |
| 16      | Sofie De Vuyst         | Lotto Soudal Ladies                  | z.t.     |
| 17      | Gracie Elvin           | Orica-AIS                            | z.t.     |
| 18      | Stephanie Pohl         | Cervélo-Bigla                        | z.t.     |
| 19      | Valerie Demey          | Topsport Vlaanderen-Etixx-Guill D'or | + 2'28"  |
| 20      | Amanda Spratt          | Orica-AIS                            | + 2'30"  |